# Team Taz
 (août 2021).
Palmarès
1 fois FTW Champion (Brian Cage)
La Team Taz était un clan de catcheurs Heel composé de Taz, Ricky Starks, Powerhouse Hobbs et Hook. Il travaille actuellement à la All Elite Wrestling.

## All Elite Wrestling (2020–...)

### Formation du clan (2020)
Le 23 mai 2020 à Double or Nothing, Brian Cage fait ses débuts à la All Elite Wrestling en remportant un Casino Ladder Match, devenant ainsi aspirant n°1 au titre mondial de la AEW. 
Le 8 juillet à Fyler Fest Night 2, Taz donne à Brian Cage le titre poids-lourds FTW de la ECW, qu'il à lui même détenu lorsqu'il catchait à la Extreme Championship Wrestling. Le 15 juillet à Fight for the Fallen, Brian Cage ne remporte pas le titre mondial de la AEW, battu par Jon Moxley par soumission, Taz ayant fait jeter l'éponge à son protégé.

### Rivalités avec Darby Allin & Cody Rhodes et recrutement de Hobbs (2020-2021)
Le 21 juillet à AEW Dark, Brian Cage forme une alliance avec Ricky Starks, après avoir attaqué ensemble Robert Anthony et Darby Allin. Ils sont tous deux managés par Taz, formant ainsi un nouveau clan appelé Team Taz. Le 5 septembre à All Out, ils participent au 21-Man Casino Battle Royal, mais se font éliminer par Lance Archer et Darby Allin.
Le 18 novembre à Dynamite, ils battent Cody Rhodes et Darby Allin. Après le combat, Will Hobbs les fait fuir, mais effectue un Heel Turn en frappant le premier avec la ceinture FTW, rejoignant officiellement le clan. Le 2 décembre à Dynamite: Winter is Coming, Powerhouse Hobbs et Ricky Starks perdent face à Cody Rhodes et Darby Allin. Après le match, le clan tente de les attaquer, mais fuit devant l'arrivée de Sting, qui fait ses débuts avec la fédération,. Le 16 décembre à Dynamite, Taz annonce que son fils Hook rejoint officiellement son clan. Le 30 décembre à Dynamite: Tribute to Brodie Lee, Brian Cage, Powerhouse Hobbs et Ricky Starks perdent face à #10, Cody Rhodes et Orange Cassidy dans le Brodie Lee Junior's Dream Match. 
Le 7 mars 2021 à Revolution, Brian Cage et Ricky Starks perdent face à Darby Allin et Sting dans un Street Fight Match. Le 17 mars à Dynamite, Brian Cage effectue un Face Turn en disant à Sting avoir gagné son respect après le Street Fight Match.

### Renvoi de Brian Cage et dissolution du groupe (2021-2022)
Le 30 mai à Double Or Nothing, Brian Cage perd face à "Hangman" Adam Page.
Le 14 juillet à Fyter Fest - Night 2, Brian Cage perd face à Ricky Starks, ne conservant pas son titre poids-lourds FTW de la ECW. Après le combat, à la suite de sa défaite, il est renvoyé du clan.
Le 6 mars 2022 à Revolution, Ricky Starks ne remporte pas l'anneau, gagné par Wardlow dans un Face of the Revolution Ladder Match.
Le 29 mai lors du pré-show à Double or Nothing, Hook et Danhausen battent Tony Nese et Mark Sterling. Plus tard dans la soirée, Powerhouse Hobbs et Ricky Starks ne remportent pas les titres mondiaux par équipe de la AEW, battus par Jurassic Express (Jungle Boy et Luchasaurus) dans un 3-Way Tag Team Match, qui inclut également Swerve in our Glory (Keith Lee et Swerve Strickland).
Le 13 juillet à Fyter Fest - Night 1, ils ne remportent pas, une nouvelle fois, les titres mondiaux par équipe de la AEW, battus par Swerve in our Glory dans un 3-Way Tag Team Match, qui inclut également les Young Bucks. Le 27 juillet à Fight for the Fallen, Ricky Starks conserve son titre en battant Danhausen, mais perd ensuite face à Hook, ne le conservant pas. Après le combat, il effectue un Face Turn, car Powerhouse Hobbs se retourne contre lui en l'attaquant dans le dos. La semaine suivante à Dynamite, Taz annonce lui-même la dissolution de son clan.

## Membres du clan
| Identité         | Arrivée          | Départ          | Notes                                                           |
| ---------------- | ---------------- | --------------- | --------------------------------------------------------------- |
| Taz              | 23 juillet 2020  | 3 août 2022     | Leader                                                          |
| Brian Cage       | 23 juillet 2020  | 14 juillet 2021 | 1 fois champion poids-lourds FTW de la ECW                      |
| Ricky Starks     | 23 juillet 2020  | 3 août 2022     | 1 fois champion poids-lourds FTW de la ECW                      |
| Powerhouse Hobbs | 19 novembre 2020 | 3 août 2022     |                                                                 |
| Hook             | 16 décembre 2020 | 3 août 2022     | Fils de Taz 1 fois champion poids-lourds FTW de la ECW (actuel) |

## Palmarès
- All Elite Wrestling
  - 3 fois champion poids-lourds FTW de la ECW
    - Brian Cage (1 fois)
    - Ricky Starks (1 fois)
    - Hook (1 fois) (actuel)

  - Vainqueur du Casino Ladder Match (2020) - Brian Cage